# Tour El Viaje de Copperpot
Tour El viaje de Copperpot fue la segunda Gira del Grupo español La Oreja de Van Gogh

## El Tour
Con la expectación provocada por la anterior gira esta se realizó con un escenario más grande aunque con menos fechas, alrededor de 80 por España y 30 por Latinoamérica. Esta última presencia en Latinoamérica hizo que obtuvieran el éxito que no pudieron experimentar con su primer disco, ya con más tema propios tuvieron más variedad a la hora de elegir los temas que formarían parte de la gira, aunque indudablemente todas las canciones de El Viaje de Copperpot estuvieron presentes excluyendo el bonustrack que irónicamente si había sido tocado antes. 
Poco se conserva de audio y video de esta Gira. Antes de que iniciara el concierto utilizaban el tema de la película los Gonnies. También incluyeron el Smoog y el Theremin para las canciones Dile al Sol y Los Amantes del círculo polar respectivamente. Durante esta Gira se presentaron en Cuba durante un evento especial realizado por Sony en la isla.

## Setlist
| Repertorio en España y México |
| --- |
| Repertorio: 1. Intro (Los Goonies) * 2. Dicen que Dicen 3. Soñaré 4. Desde el Puerto 5. París 6. Mariposa 7. Pesadilla 8. Tu pelo 9. Qué puedo pedir 10. Soledad / Siente en Rosa * 11. Tantas Cosas que Contar 12. El libro 13. Los amantes del Círculo Polar * 14. Dile al sol 15. Pop 16. La playa 17. La estrella y la luna 18. Cuídate 19. El 28 * 20. La chica del gorro azul 21. Cuéntame al oído / Cuéntame (cover de Fórmula V) * 22. El 28 (bis) 23. Cuídate (bis) 24. Porque te vas (cover de José Luis Perales) * Las canciones marcadas con un *, son aquellas que el grupo anexo al repertorio o aquellas que tuvieron modificaciones: - Intro (The Goonies Theme): canción con la cual se abría cada concierto de esta gira. Es parte de la banda sonora de la película The Goonies (de Steven Spielberg, de la cual el grupo se inspiró para el título del álbum, por medio del personaje Chester Copperpot) cuya autoría pertenece a David Grusin. Al término de esta melodía instrumental, los 4 chicos del grupo seguían con un tema instrumental un poco más pop, al cual se unía Amaia con su tarareo. - Soledad / Siente en rosa: para esta gira, la intro de la canción 'Siente en rosa' (inédita del álbum anterior y tocada durante su respectiva gira) fue mezclada con la de 'Soledad' (canción de 'El Viaje De Copperpot'). - Los amantes del círculo polar: durante la gira española esta canción fue tocada dentro del set acústico al lado de los temas 'El libro' y 'Dile al Sol', pero durante la gira mexicana esta sección fue suprimida y la canción fue interpretada en su versión original. - El 28/El auto increíble;en algunos conciertos de esta gira al inicio de este tema era unido con el tema instrumental de la serie ochentera 'El Auto Increíble' - Cuéntame al oído / Cuéntame: durante esta gira, la hermosa balada 'Cuéntame al oído' (de 'Dile Al Sol') fue mezclada con un pequeño fragmento del exitoso tema 'Cuéntame' del grupo Fórmula V. - Porque te vas: El grupo decidió añadir el famoso tema de la francesa Jeannette, 'Porque te vas', cuya autoría corresponde al español José Luis Perales, junto al cual hicieron una nueva versión. |

## Fechas de la gira
| Fecha                    | Ciudad                  | País       | Recinto                    |
| ------------------------ | ----------------------- | ---------- | -------------------------- |
| 25 de noviembre de 2000  | Tenerife                | España     | Pabellón Municipal         |
| 30 de noviembre de 2000  | Santiago de Compostela  | España     | Multiusos Fontes do Sar    |
| 1 de diciembre de 2000   | Madrid                  | España     | Palacio de los deportes    |
| 2 de diciembre de 2000   | Barcelona               | España     | Palau Sant Jordi           |
| 19 de diciembre de 2000  | Bilbao                  | España     | Teatro Arriaga             |
| 16 de marzo de 2001      | Valencia                | España     | Jardines de los Viveros    |
| 1 de abril de 2001       | San Sebastián           | España     |                            |
| 2 de abril de 2001       | Oviedo                  | España     | Palacio de congresos       |
| 19 de abril de 2001      | Murica                  | España     | Teatro Romea               |
| 20 de abril de 2001      | Madrigueras             | España     |                            |
| 21 de abril de 2001      | Tauste                  | España     | Carpa Municipal            |
| 22 de abril de 2001      | Hospitalet de Llobregat | España     | Recinto ferial La Farga    |
| 26 de abril de 2001      | Beniparrell             | España     | Campo de fútbol            |
| 27 de abril de 2001      | Jaén                    | España     | Auditorio de la Alameda    |
| 28 de abril de 2001      | Málaga                  | España     | Palacio de los deportes    |
| 30 de abril de 2001      | Calviá                  | España     | Western Park               |
| 2 de mayo de 2001        | Noblejas                | España     |                            |
| 4 de mayo de 2001        | Madrid                  | España     | Palacio de los deportes    |
| 5 de mayo de 2001        | Elche                   | España     |                            |
| 6 de mayo de 2001        | Valdemoro               | España     | Plaza de toros             |
| 11 de mayo de 2001       | Salamanca               | España     |                            |
| 12 de mayo de 2001       | León                    | España     |                            |
| 15 de mayo de 2001       | Orense                  | España     | Polideportivo Dos Remedios |
| 17 de mayo de 2001       | Granada                 | España     |                            |
| 18 de mayo de 2001       | Sevilla                 | España     |                            |
| 19 de mayo de 2001       | Córdoba                 | España     | Recinto Ferial             |
| 20 de mayo de 2001       | Sevilla                 | España     | Palacio de los deportes    |
| 25 de mayo de 2001       | Cáceres                 | España     |                            |
| 26 de mayo de 2001       | Casas de Benítez        | España     |                            |
| 29 de mayo de 2001       | La Palma                | España     |                            |
| 2 de junio de 2001       | Jávea                   | España     |                            |
| 4 de junio de 2001       | México D.F.             | México     | Auditorio Nacional         |
| 7 de junio de 2001       | Getafe                  | España     | Campo de fútbol Magallanes |
| 8 de junio de 2001       | Coslada                 | España     | Campo de fútbol La Vía     |
| 9 de junio de 2001       | Calahorra               | España     |                            |
| 10 de junio de 2001      | Gerona                  | España     | Pabellón de Fontajau       |
| 15 de junio de 2001      | Burgos                  | España     | Plaza de toros             |
| 16 de junio de 2001      | Orense                  | España     | Praza Maior                |
| 17 de junio de 2001      | La Coruña               | España     | Coliseum                   |
| 22 de junio de 2001      | Badajoz                 | España     | Estadio Nuevo Vivero       |
| 23 de junio de 2001      | La Puebla de Montalbán  | España     | Plaza de toros             |
| 28 de junio de 2001      | Segovia                 | España     |                            |
| 29 de junio de 2001      | Zamora                  | España     |                            |
| 30 de junio de 2001      | Estella                 | España     | Pabellón Polideportivo     |
| 1 de julio de 2001       | Barcelona               | España     | Palau Sant Jordi           |
| 6 de julio de 2001       | El Sauzal               | España     |                            |
| 7 de julio de 2001       | Alicante                | España     | Auditorio de Alicante      |
| 11 de julio de 2001      | Frigiliana              | España     | Polideportivo La Horca     |
| 12 de julio de 2001      | Manilva                 | España     |                            |
| 13 de julio de 2001      | Macael                  | España     |                            |
| 14 de julio de 2001      | Los Escullos            | España     |                            |
| 17 de julio de 2001      | Alcira                  | España     |                            |
| 19 de julio de 2001      | Morón de la Frontera    | España     |                            |
| 20 de julio de 2001      | San Roque               | España     |                            |
| 21 de julio de 2001      | Cádiz                   | España     |                            |
| 22 de julio de 2001      | Manzanares              | España     |                            |
| 24 de julio de 2001      | Villanueva de la Serena | España     |                            |
| 26 de julio de 2001      | Soria                   | España     |                            |
| 27 de julio de 2001      | Torrente                | España     |                            |
| 28 de julio de 2001      | Villena                 | España     |                            |
| 29 de julio de 2001      | Miraflores de la Sierra | España     |                            |
| 31 de julio de 2001      | Santiago de Compostela  | España     | Praza da Quintana          |
| 3 de agosto de 2001      | Pontevedra              | España     | Praza de Fefiñáns          |
| 4 de agosto de 2001      | Ferrol                  | España     | Parque Reina Sofía         |
| 5 de agosto de 2001      | Medina de Pomar         | España     |                            |
| 9 de agosto de 2001      | Baeza                   | España     | Auditorio Municipal        |
| 10 de agosto de 2001     | San Javier              | España     | Polideportivo Municipal    |
| 11 de agosto de 2001     | Benidorm                | España     |                            |
| 14 de agosto de 2001     | Valderrobres            | España     | Campo de futbol            |
| 15 de agosto de 2001     | Burjasot                | España     | Los Silos                  |
| 16 de agosto de 2001     | Blanca                  | España     |                            |
| 17 de agosto de 2001     | Quintanar de la Orden   | España     | Estadio Los Molinos        |
| 18 de agosto de 2001     | Añover de Tajo          | España     |                            |
| 20 de agosto de 2001     | Santander               | España     | Plaza de Toros             |
| 22 de agosto de 2001     | Noya                    | España     | Campo de San Alberto       |
| 24 de agosto de 2001     | San Mateo               | España     |                            |
| 26 de agosto de 2001     | Arona                   | España     | Playa de las Vistas        |
| 29 de agosto de 2001     | Tomelloso               | España     | Plaza de toros             |
| 31 de agosto de 2001     | Haro                    | España     |                            |
| 1 de septiembre de 2001  | Laguna de Duero         | España     |                            |
| 5 de septiembre de 2001  | Barbastro               | España     | Plaza de toros             |
| 7 de septiembre de 2001  | Villarrubia de los Ojos | España     |                            |
| 8 de septiembre de 2001  | Torrenueva              | España     |                            |
| 9 de septiembre de 2001  | Ponferrada              | España     | Campo de fútbol el Toralín |
| 12 de septiembre de 2001 | Baza                    | España     |                            |
| 13 de septiembre de 2001 | Cehegín                 | España     |                            |
| 14 de septiembre de 2001 | Albacete                | España     |                            |
| 15 de septiembre de 2001 | Guadalajara             | España     | Auditorio Municipal        |
| 16 de setiembre de 2001  | Vitoria                 | España     | Buesa Arena                |
| 19 de septiembre de 2001 | Tarragona               | España     | Plaza de toros             |
| 20 de septiembre de 2001 | Lorca                   | España     |                            |
| 21 de septiembre de 2001 | Yecla                   | España     |                            |
| 22 de septiembre de 2001 | Dos Hermanas            | España     |                            |
| 6 de octubre de 2001     | Bilbao                  | España     | Pabellón de La Casilla     |
| 11 de octubre de 2001    | Zaragoza                | España     | Pabellón Príncipe Felipe   |
| 20 de octubre de 2001    | Huércal-Overa           | España     |                            |
| 10 de noviembre de 2001  | Veracruz                | México     |                            |
| 16 de noviembre de 2001  | México D.F.             | México     | Teatro Metropolitan        |
| 17 de noviembre de 2001  | México D.F.             | México     |                            |
| 20 de noviembre de 2001  | Monterrey               | México     | Parque Fundidora           |
| 22 de noviembre de 2001  | León                    | México     |                            |
| 23 de noviembre de 2001  | Guadalajara             | México     |                            |
| 25 de noviembre de 2001  | Aguascalientes          | México     |                            |
| 8 de diciembre de 2001   | México D.F.             | México     | Estadio Azteca             |
| 16 de febrero de 2002    | Ciudad de Guatemala     | Guatemala  | Domo Polideportivo         |
| 17 de febrero de 2002    | San José                | Costa Rica | Palacio de los deportes    |
| 22 de febrero de 2002    | México D.F.             | México     | Auditorio Nacional         |
| 23 de febrero de 2002    | México D.F.             | México     | Auditorio Nacional         |
| 25 de mayo de 2002       | La Habana               | Cuba       | Teatro Mella               |
| 31 de mayo de 2002       | Engordany               | Andorra    | L'aparcament               |

| Europa                   |                         |                                  |                                        |
| 25 de noviembre de 2000  | Tenerife                | España                           | Pabellón Municipal                     |
| 30 de noviembre de 2000  | Santiago de Compostela  | España                           | Multiusos Fontes do Sar                |
| 1 de diciembre de 2000   | Madrid                  | España                           | Palacio de los Deportes                |
| 2 de diciembre de 2000   | Barcelona               | España                           | Palau Sant Jordi                       |
| 19 de diciembre de 2000  | Bilbao                  | España                           | Teatro Arriaga                         |
| 16 de marzo de 2000      | Valencia                | España                           | Jardines de los Viveros                |
| 1 de abril de 2000       | San Sebastián           | España                           |                                        |
| 2 de abril de 2000       | Oviedo                  | España                           | Palacio de Congresos                   |
| 19 de abril de 2000      | Murcia                  | España                           | Teatro Romea                           |
| 20 de abril de 2000      | Madrigueras             | España                           |                                        |
| 21 de abril de 2000      | Tauste                  | España                           | Carpa Municipal                        |
| 22 de abril de 2000      | Hospitalet de Llobregat | España                           |                                        |
| 26 de abril de 2000      | Beniparrell             | España                           | Campo de futbol                        |
| 27 de abril de 2001      | Jaén                    | España                           | Auditorio de la Alameda                |
| 28 de abril de 2001      | Málaga                  | España                           | Palacio de los deportes                |
| 30 de abril de 2001      | Calviá                  | España                           | Western Park                           |
| 2 de mayo de 2001        | Noblejas                | España                           |                                        |
| 18 de junio de 2021      | Badajoz                 | España                           | Auditorio del Recinto Ferial           |
| 25 de junio de 2021      | Marbella                | España                           | Auditorio de la Cantera de Nagüeles    |
| 26 de junio de 2021      | Murcia                  | España                           | Plaza de Toros                         |
| 27 de junio de 2021      | Valencia                | España                           | Estadi Ciutat de València              |
| 2 de julio de 2021       | Vitoria                 | España                           | Buesa Arena                            |
| 9 de julio de 2021       | Granada                 | España                           | FERMASA                                |
| 20 de julio de 2021      | Madrid                  | España                           | Hipódromo de la Zarzuela               |
| 24 de julio de 2021      | Alcira                  | España                           | Recinto Ferial                         |
| 31 de julio de 2021      | Las Palmas              | España                           | INFERCAR                               |
| 7 de agosto de 2021      | Mallorca                | España                           | Port Adriano                           |
| 12 de agosto de 2021     | Sant Feliu de Guíxols   | España                           | Guíxols Arena                          |
| 13 de agosto de 2021     | Sitges                  | España                           | Jardins de Terramar                    |
| 14 de agosto de 2021     | Alicante                | España                           | Auditorio de la Diputación de Alicante |
| 21 de agosto de 2021     | Torrelavega             | España                           | Teatro Concha Espina                   |
| 23 de agosto de 2021     | Chiclana de la Frontera | Poblado de Sancti Petri          |                                        |
| 25 de agosto de 2021     | Avilés                  | Centro Cultural Niemeyer         |                                        |
| 27 de agosto de 2021     | Paterna                 | Colegio Clara Campoamor          |                                        |
| 10 de septiembre de 2021 | Miranda de Ebro         | Pabellón Multifuncional de Bayas |                                        |
| 26 de septiembre de 2021 | Zaragoza                | Sala Mozart-Auditorio            |                                        |
| Estados Unidos           |                         |                                  |                                        |
| 4 de noviembre de 2021   | Orlando                 | Estados Unidos                   | House of Blues                         |
| 5 de noviembre de 2021   | Miami                   | Estados Unidos                   | The Fillmore                           |
| 6 de noviembre de 2021   | Atlanta                 | Estados Unidos                   | Buckhead Theatre                       |
| 8 de noviembre de 2021   | Washington D. C.        | Estados Unidos                   | Warner Theatre                         |
| 11 de noviembre de 2021  | Nueva York              | Estados Unidos                   | NYCB Theatre at Westbury               |
| 14 de noviembre de 2021  | Denver                  | Estados Unidos                   | Summit                                 |
| 16 de noviembre de 2021  | Houston                 | Estados Unidos                   | House of Blues                         |
| 18 de noviembre de 2021  | San Antonio             | Estados Unidos                   | Teatro Azteca                          |
| 19 de noviembre de 2021  | Dallas                  | Estados Unidos                   | House of Blues                         |
| 21 de noviembre de 2021  | McAllen                 | Estados Unidos                   | McAllen Performing Arts                |
| 24 de noviembre de 2021  | Chicago                 | Estados Unidos                   | House of Blues                         |
| 26 de noviembre de 2021  | San Francisco           | Estados Unidos                   | The Fillmore                           |
| 30 de noviembre de 2021  | Las Vegas               | Estados Unidos                   | House of Blues                         |
| 2 de diciembre de 2021   | Riverside               | Estados Unidos                   | Riverside Municipal Auditorium         |
| 4 de noviembre de 2021   | Sacramento              | Estados Unidos                   | Ace of Spades                          |
| 5 de noviembre de 2021   | Phoenix                 | Estados Unidos                   | The Van Buren                          |
| 7 de noviembre de 2021   | San Diego               | Estados Unidos                   | House of Blues                         |
| 9 de noviembre de 2021   | Los Ángeles             | Estados Unidos                   | The Wiltern                            |

## Formación de la banda
- Amaia Montero - Voz
- Pablo Benegas - Guitarra eléctrica
- Haritz Garde - Batería
- Álvaro Fuentes - Bajo
- Xabi San Martín - Teclados

- Datos: Q6151166